# Dactylorhiza guilhotii
Dactylorhiza guilhotii là một loài thực vật có hoa trong họ Lan. Loài này được (E.G.Camus) ined. mô tả khoa học đầu tiên.